# Franziskanerkirche (Salzburg)

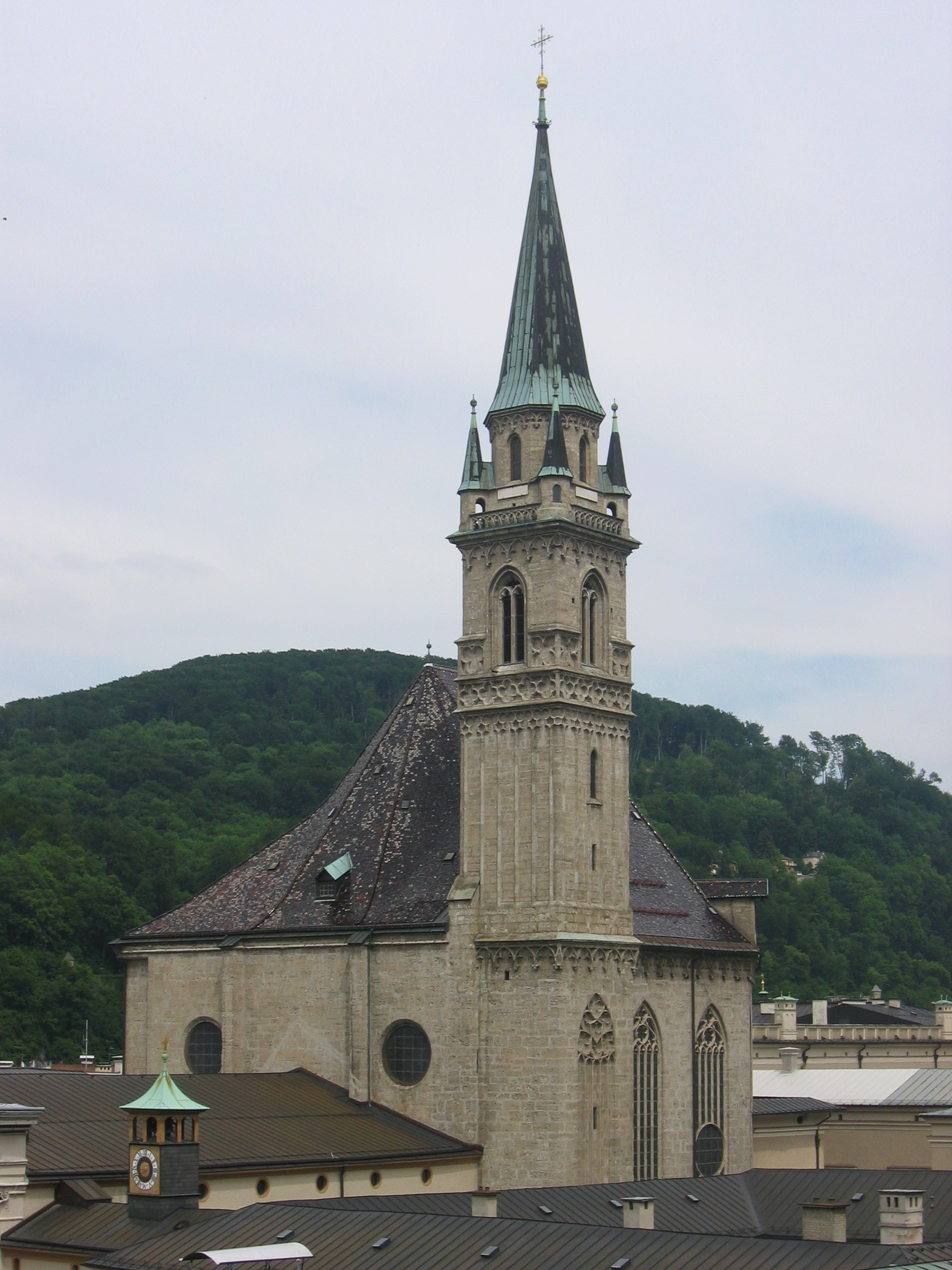
Franziskanerkirche in Salzburg

Die römisch-katholische Kirche Zu Unserer Lieben Frau (Franziskanerkirche) des Franziskanerklosters im Zentrum der Altstadt von Salzburg steht an der Kreuzung Franziskanergasse – Sigmund-Haffner-Gasse.
Die Franziskanerkirche ist eine der ältesten Kirchen der Stadt und seit 1592 Konventkirche der Franziskaner in Salzburg. Zwischen 1189 und 1635 war sie außerdem die Pfarrkirche der Stadt. Sie steht unter dem Patrozinium von Maria (Patroziniumsfest am 15. August).
Die Kirche besteht aus zwei Teilen: der ursprünglichen romanischen Langhaus-Basilika mit ihrem Kreuzrippengewölbe und daran anschließend in der gleichen Breite wie das Langhaus einem feingliedrigen spätgotischen Chor mit Sternrippengewölbe. Sie steht unter Denkmalschutz und gehört zum UNESCO-Welterbe Historisches Zentrum der Stadt Salzburg.

## Geschichte

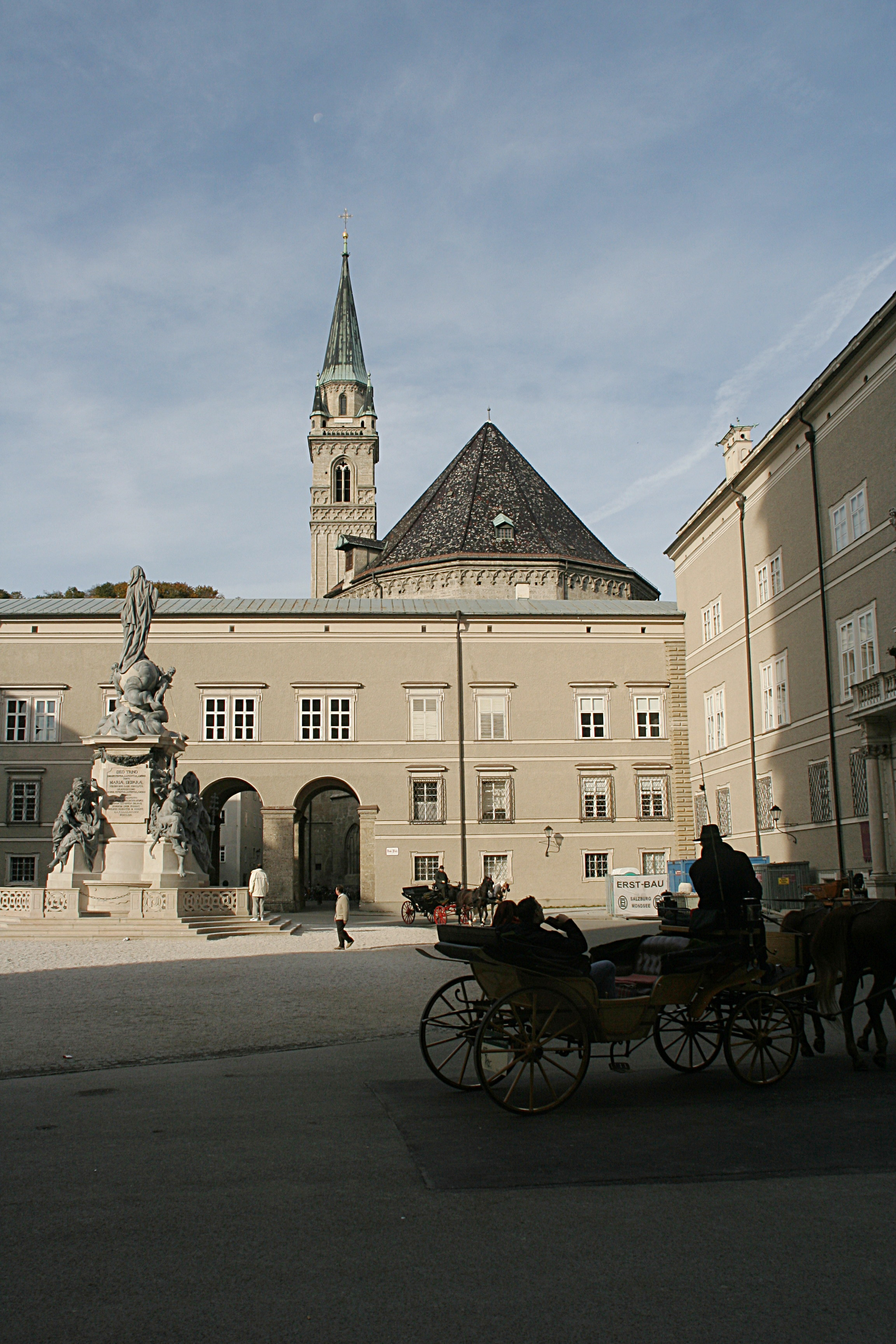
Die Kirche vom Domplatz aus

Die erste Kirche „Zu Unserer Lieben Frau“ ist vermutlich älter als der Dombau des heiligen Virgil. Sie wurde auf einer frühchristlichen Gebetsstätte errichtet. In der ersten Hälfte des 8. Jahrhunderts wird unter Abtbischof Virgil (745–784) die der Muttergottes geweihte Kirche mit dem Namen „Unserer Lieben Frau“ nachweislich zum ersten Mal restauriert. Sie dient zunächst als Tauf- und Synodalkirche. Bis 1139 gehört sie zum Benediktinermönchs-Stift St. Peter, zwischen 1130 und 1583 war sie dann Klosterkirche der Petersfrauen, nach 1189 war sie bis 1628 gleichzeitig Pfarrkirche der Stadt.
Eine neue Weihe der Kirche im Jahr 1223 lässt auf einen damals eben fertiggestellten Neubau schließen, die heutige Kirche dürfte im Langhausbereich aber bereits ins 12. Jahrhundert zurückreichen. Auch diese Marienkirche wurde beim Stadtbrand von 1267 großteils zerstört. Nach 1408 wurde wieder ein weitgehender Neubau erwogen, der wenige Jahre später unter Meister Hans von Burghausen begonnen und nach dessen Tod im Jahr 1432 von Stephan Krumenauer beendet wurde.
1592 übergab Wolf Dietrich von Raitenau die Kirche den neu ins Land gerufenen Franziskanern als Klosterkirche. 1635 wurde schließlich der Dom zur neuen Pfarrkirche. Lange Zeit galt dann der romanisch-gotische Stil der Kirche als rückständig und entartet. Nur der „römische Stil“ (Renaissance und seine Weiterentwicklung in Barock und Rokoko) galten als ästhetisch (die „barbarischen“ Goten hatten einst die „edlen“ Römer besiegt, erst Goethe hat zur Wiederbesinnung auf den künstlerischen Wert der Gotik aufgerufen). So wollte zuletzt Erzbischof Colloredo die „unschöne“ Kirche zur Gänze abreißen lassen und an deren Stelle eine „Rotunde in römischer Arth“ als Hofkapelle und als Mausoleum der Erzbischöfe neu errichten. 1793 gab Colloredo diesen Plan einerseits wegen Unzulänglichkeiten von Bauarbeitern beim Abriss der nächstgelegenen Dietrichruh der Salzburger Residenz und anderseits aus allgemeinen „ökonomischen Gründen“ wieder auf.

## Architektur und Ausstattung

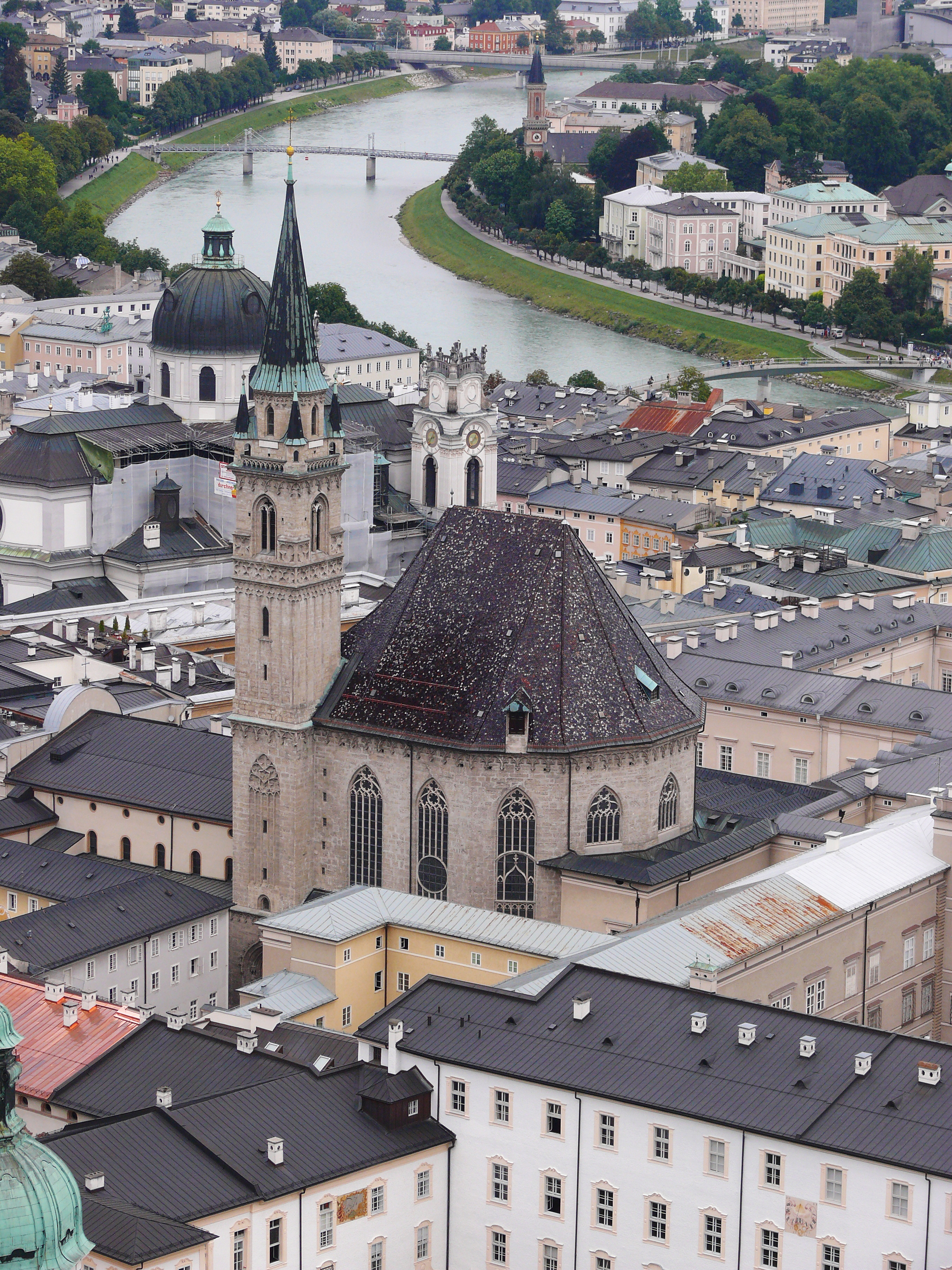
Franziskanerkirche in Salzburg (Blick von der Festung Hohensalzburg)

### Romanisches Langhaus

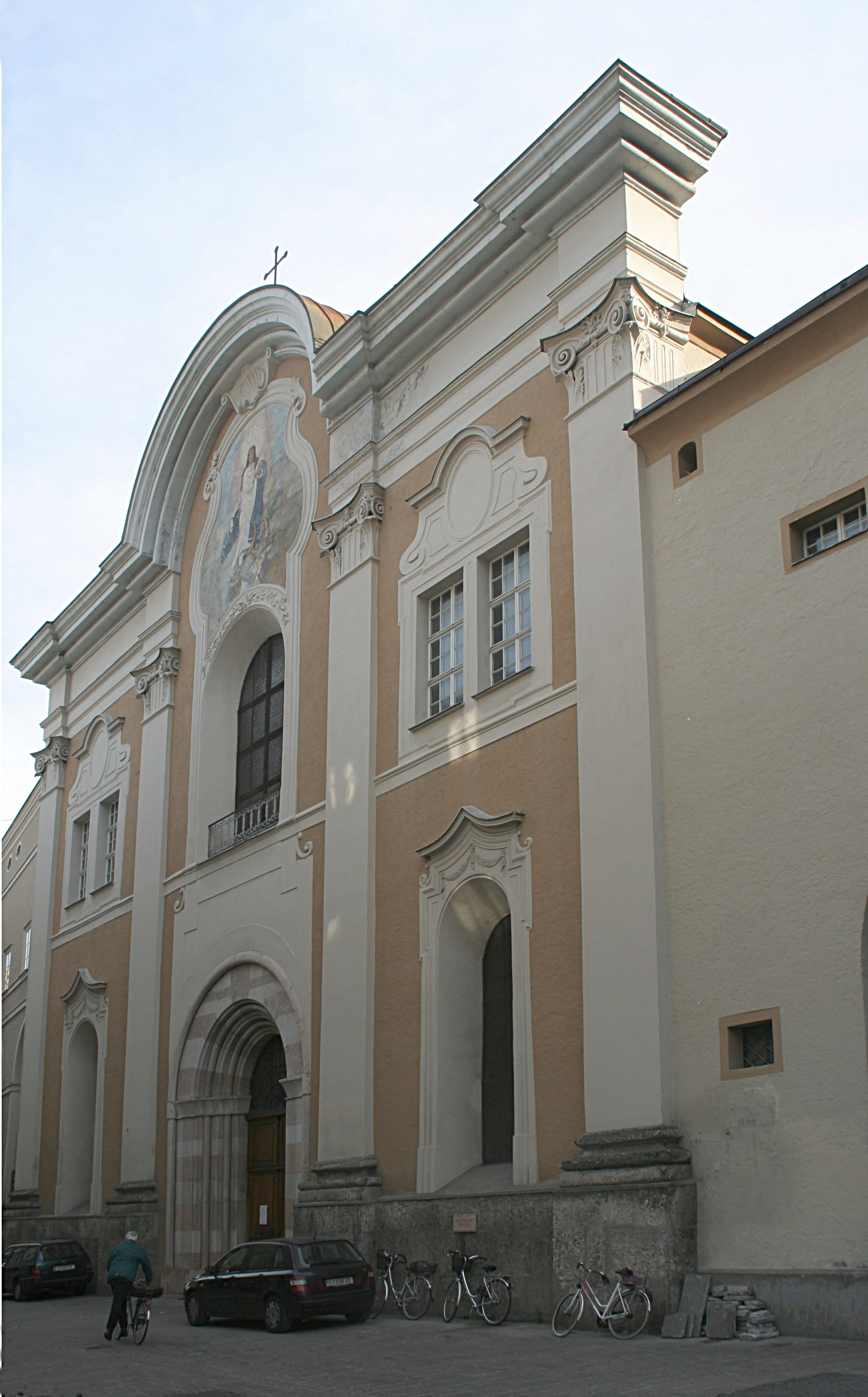
Barocke Westfassade

Die Westfassade des 1223 eingeweihten romanischen Langhauses wurde um 1700 barockisiert. Die vorgesetzte Fassade erinnert in ihrer Gliederung der Fensteröffnungen an die Fassade der Basilika Santa Maria degli Angeli  bei Assisi, in der sich die Portiuncula-Kapelle befindet. Die Darstellung der Maria Immaculata an der Fassade ist eine Kopie der Immakulata von Bartolomé Esteban Murillo im El Escorial von 1660/65. Maria ist hier nicht wie üblich in rot-blauen, sondern in weiß-blauen Gewändern gekleidet. Sie steht auf einer Mondsichel, die Engel tragen Mariensymbole: Lilien, Rosen, Palmzweig.
Teilweise erhalten ist hier an der Außenfassade das romanische Stufenportal aus weißem und rotem Marmor. Dieses Portal wurde um 1700 im Zuge der Barockisierung im damaligen Zeitgeist stark vereinfacht. Das für die Romanik kennzeichnende Tympanon über dem Portal fehlt heute, auch die Füße der Säulen gingen verloren, sodass die Säulen wie eingerammte Pfähle wirken. Die Schwurhand, rechts unten im Portal eingearbeitet, hat zu vielen volkstümlichen Deutungen und Legenden geführt. Sie stellt vielleicht ein mittelalterliches Zeichen für das Kirchenasyl dar oder ist ein Abwehrzeichen gegen alles Böse außerhalb der Kirche.

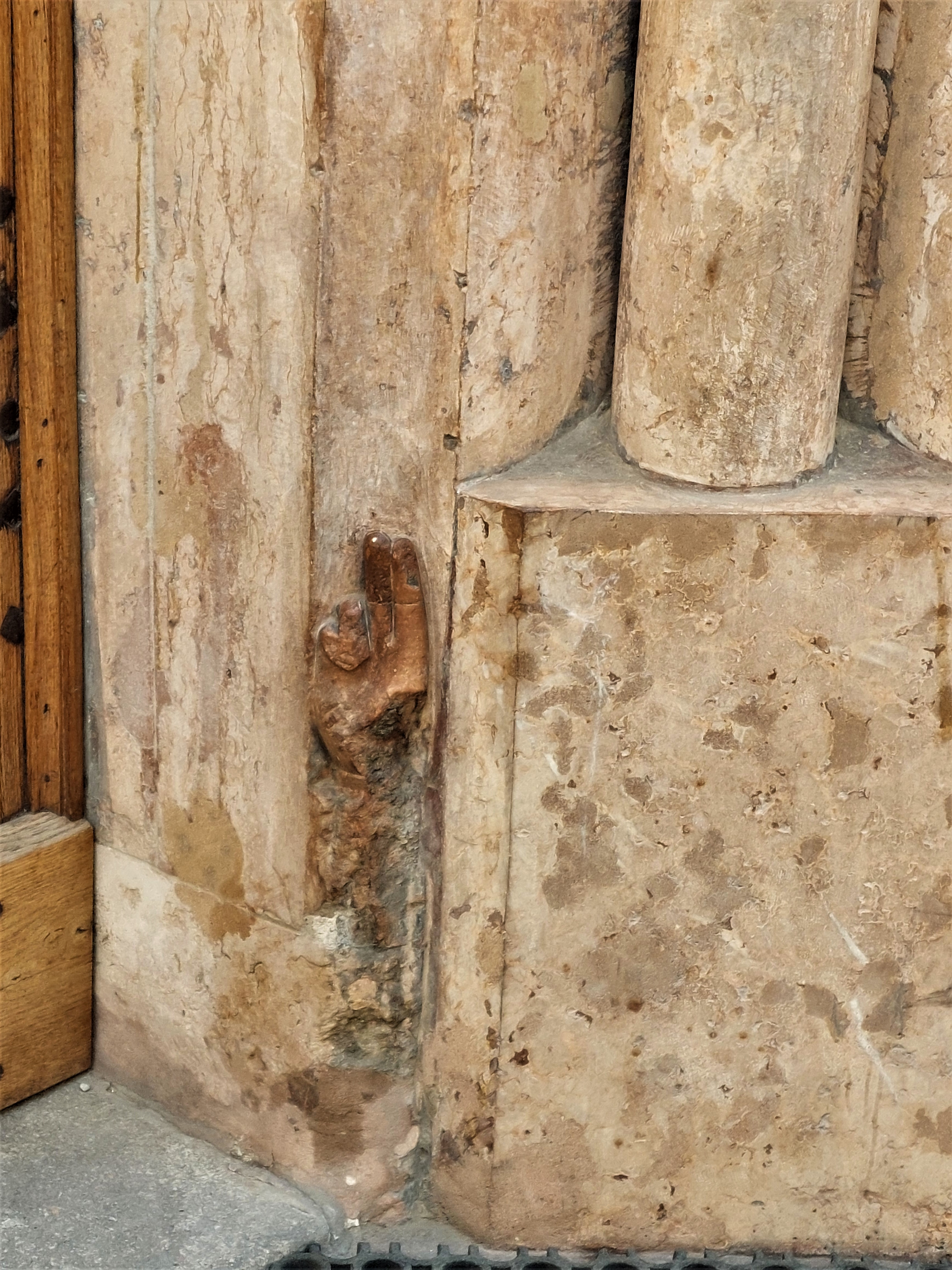
Schwurhand, unten rechts im Westportal der Franziskanerkirche

Ebenfalls erhalten ist das äußere und innere romanische Südportal (Stufenportal) mit zwei eingearbeiteten Figuren. Die dortigen grotesken Menschen- und Tiergestalten sollen ebenfalls symbolisch alles Böse von der geheiligten Kirche fernhalten. Getrennt durch ein gotisches Kielbogentor mit Gewänden des 19. Jahrhunderts kommt der Eintretende zum Inneren Tor. Hier ist ein Weinrankenfries und zwei Krieger zu sehen. Im Tympanon thront die Figur des Christus umgeben von zwei Heiligen, die Kirchenbauten in Händen halten.
Im Innern findet sich ein hohes schmales dreijochiges Mittelschiff, das umgeben ist von sechsjochigen Seitenschiffen. Dieses Langhaus ist hervorgegangen aus der ursprünglichen spätromanischen Basilika. Im Mittelschiff finden sich rechteckige Kreuzrippengewölbe, in den Seitenschiffen Kreuzgratgewölbe.
Über einen alten Verbindungsgang ist die Kirche über die Franziskanergasse hinweg mit dem Franziskanerkloster verbunden.

### Gotischer Hallenchor

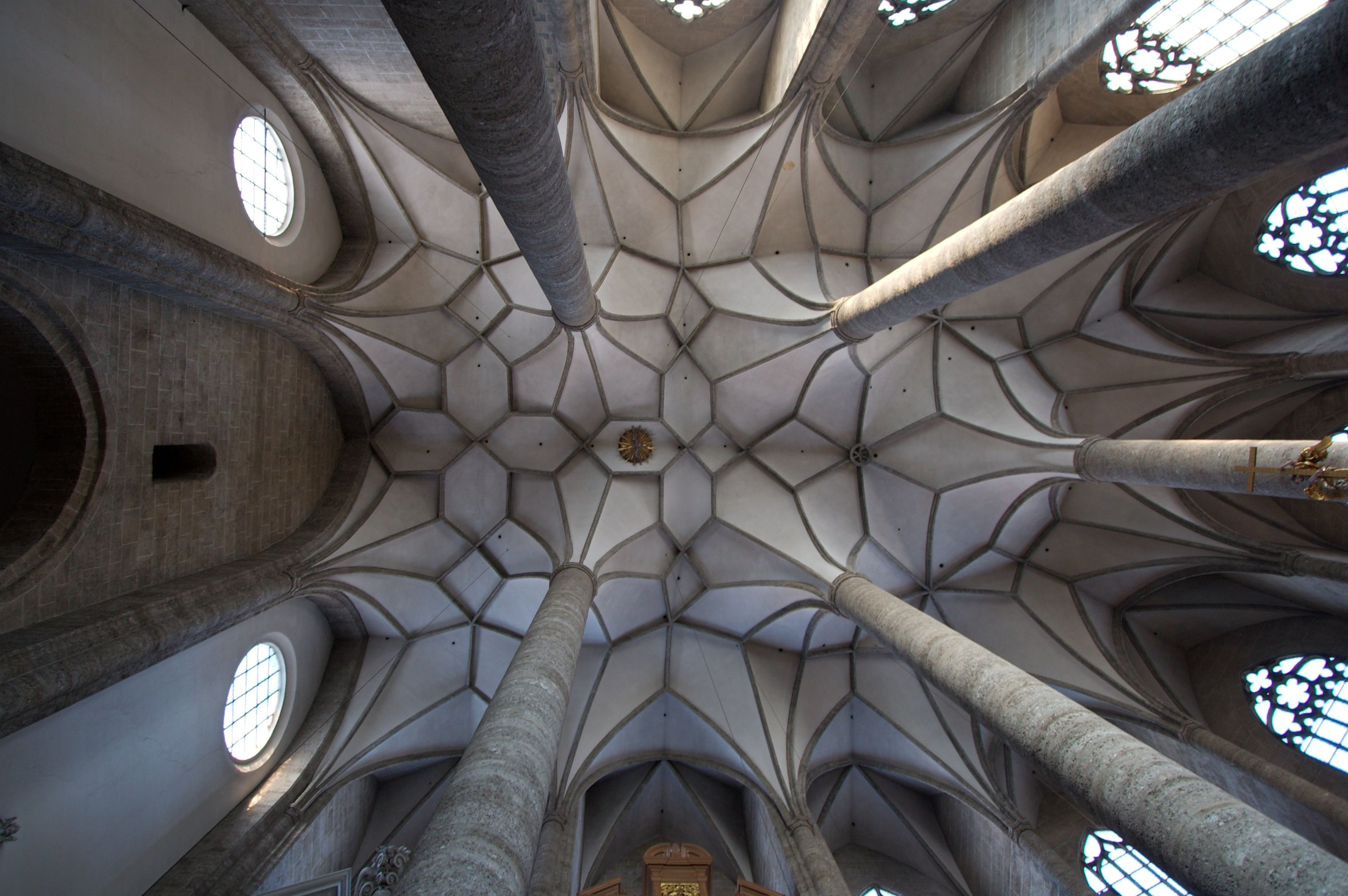
Sternrippengewölbe im gotischen Chor

Zwei Stufen erhöht gegenüber dem romanischen Bodenniveau, schließt der spätgotische Chor an. Das dunkle romanische Langhaus bildet dabei einen reizvollen Gegensatz zum höheren, lichterfüllten gotischen Hallenchor. Ein schmuckes Sternrippengewölbe bildet hier den Deckenabschluss. Die Säulenkapitelle sind reich mit Blättern und Pflanzenmotiven sowie mit Vögeln und Fabelwesen geschmückt.
An einer Säule des Hochchores ließen sich der Erbauer Hans von Burghausen und sein Geselle Stephan Krumenauer verewigen.
Die Kanzel, am südlichen Triumphbogenpfeiler errichtet, stammt aus der Zeit der Spätgotik und ist aus rotem Marmor geschaffen. Im Anlauf der Treppenbrüstung ist hier eine romanische Figur aus dem 13. Jahrhundert zu sehen, die ursprünglich als Säulenträger diente. Sie zeigt einen Löwen mit drohenden Augen und mächtiger Mähne, der über einem liegenden Krieger steht. Dieser Krieger stößt dem Löwen mit seinem rechten Arm ein Schwert in den Leib. Der Kampf des Menschen mit seiner wilden Umwelt, mit feindlichen Mächten oder mit dem Bösen schlechthin wird so symbolhaft dargestellt.
In das erste Chorjoch ließ Fürsterzbischof Wolf Dietrich von Raitenau, als die Kirche während des Dombaues kurzzeitig als Pfarrkirche diente, im Jahr 1606 ein seitliches Oratorium einbauen, das eine Palastfassade im Stil der Spätrenaissance erhielt. Mit Giebel und Korbfenstergittern ausgestattet, wirkt das Oratorium in der Kirche wie ein kleines Haus. Das Oratorium ließ Wolf Dietrich über einen Verbindungsbau mit der Residenz verbinden. Die ursprünglich freistehende Kirche wurde dadurch an den Baukomplex der Alten Residenz angeschlossen.

### Hochaltar

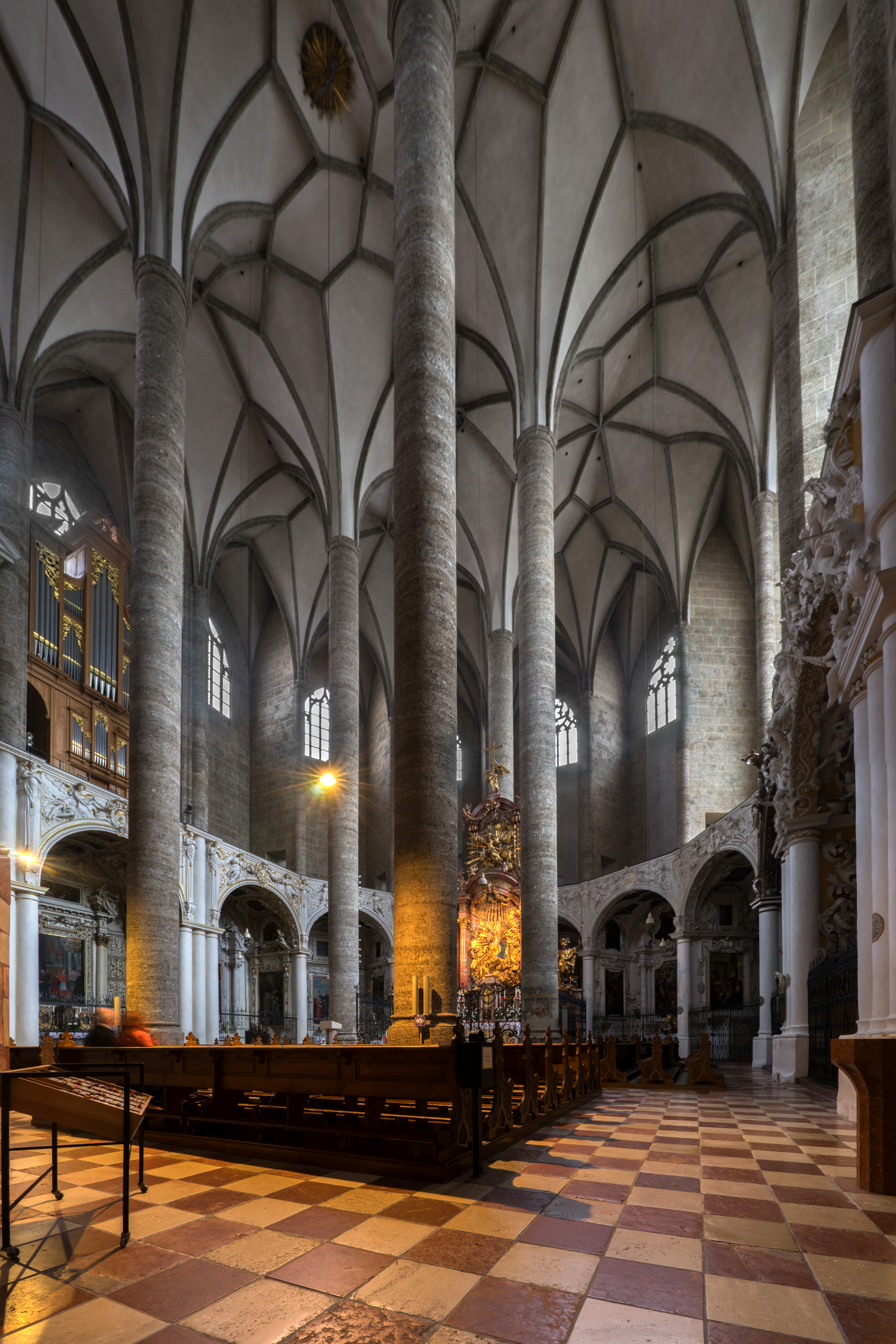
Gotischer Hallenchor mit Hochaltar

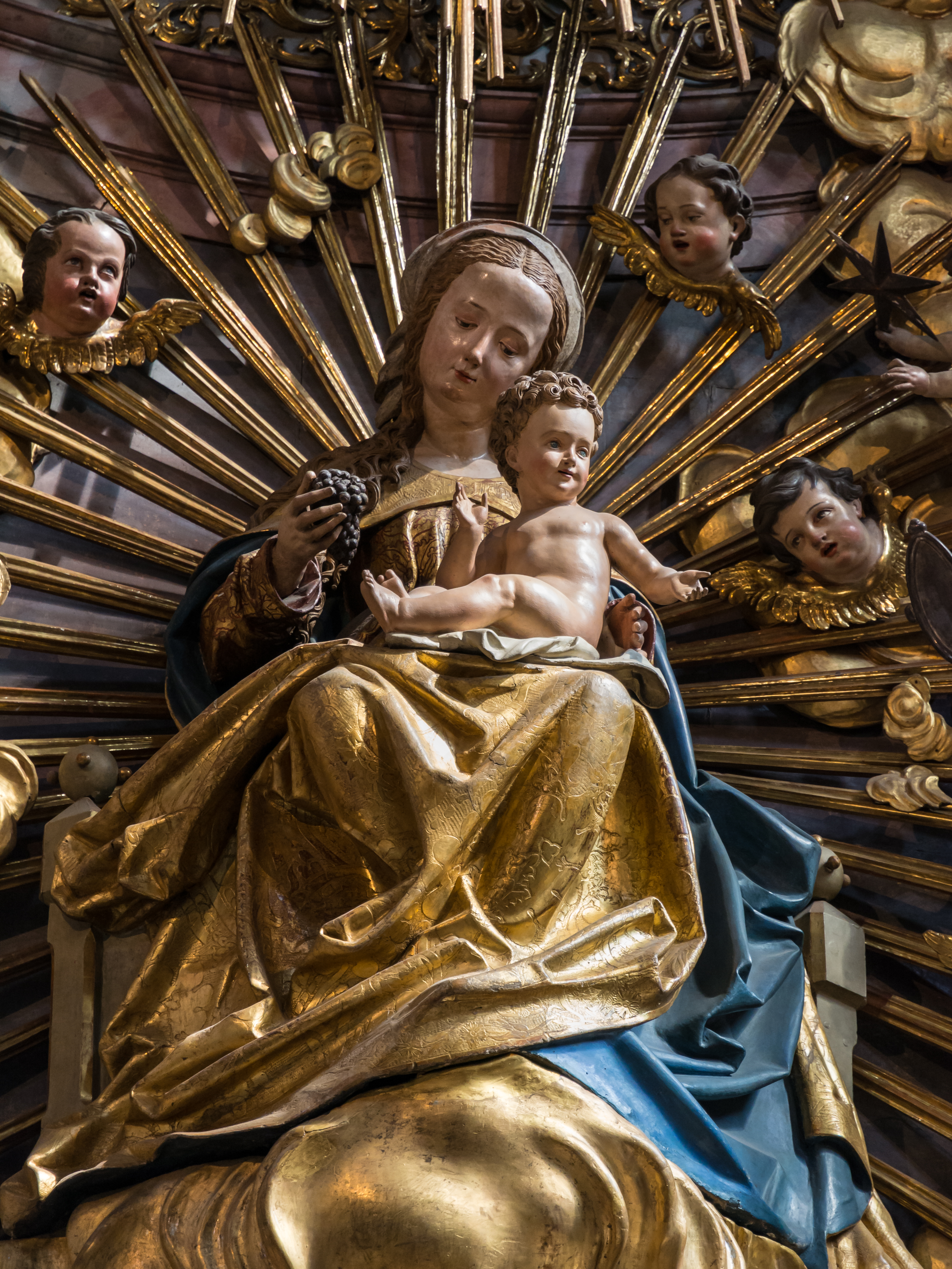
Madonna aus dem einstigen gotischen Flügelaltar von Michael Pacher

Seit 1709/10 steht hier der von Johann Bernhard Fischer von Erlach geschaffene Hochaltar, in den die Madonna mit dem Kind aus dem einstigen gotischen Flügelaltar von Michael Pacher integriert ist. Das Jesuskind wurde von Johann Piger 1890 hinzugefügt. Dieser gotische Hochaltar, einst einer der größten und prächtigsten seiner Art in Mitteleuropa, ist nur in über Europa verstreuten Teilen erhalten geblieben. Er war 1495–98 geschaffen worden. Die Madonna mit ihrem innigen Gesichtsausdruck, ihren langen blonden Haarlocken und dem faltenreichen blauen Mantel gilt als eines der vollendetsten Werke von Michael Pacher.
Der barocke Hochaltar besitzt einen konkaven Wandaufbau und ist von Doppelsäulen begrenzt. Die Figuren der Heiligen Georg und Florian stammen von Simeon Fries. Im Auszug findet sich die Figur des Gottvaters.
Vor dem Altar befindet sich ein prächtiges filigranes Rokokogitter, das 1790 von Thomas Reckseisen geschaffen wurde. Eingearbeitet in das Gitter sind Rankenwerk und Engelfigürchen. Das Gitter war ursprünglich polychromiert. Das Spiralgitter zu beiden Seiten des Altares stammt aus dem 17. Jahrhundert.

### Chorkapellen

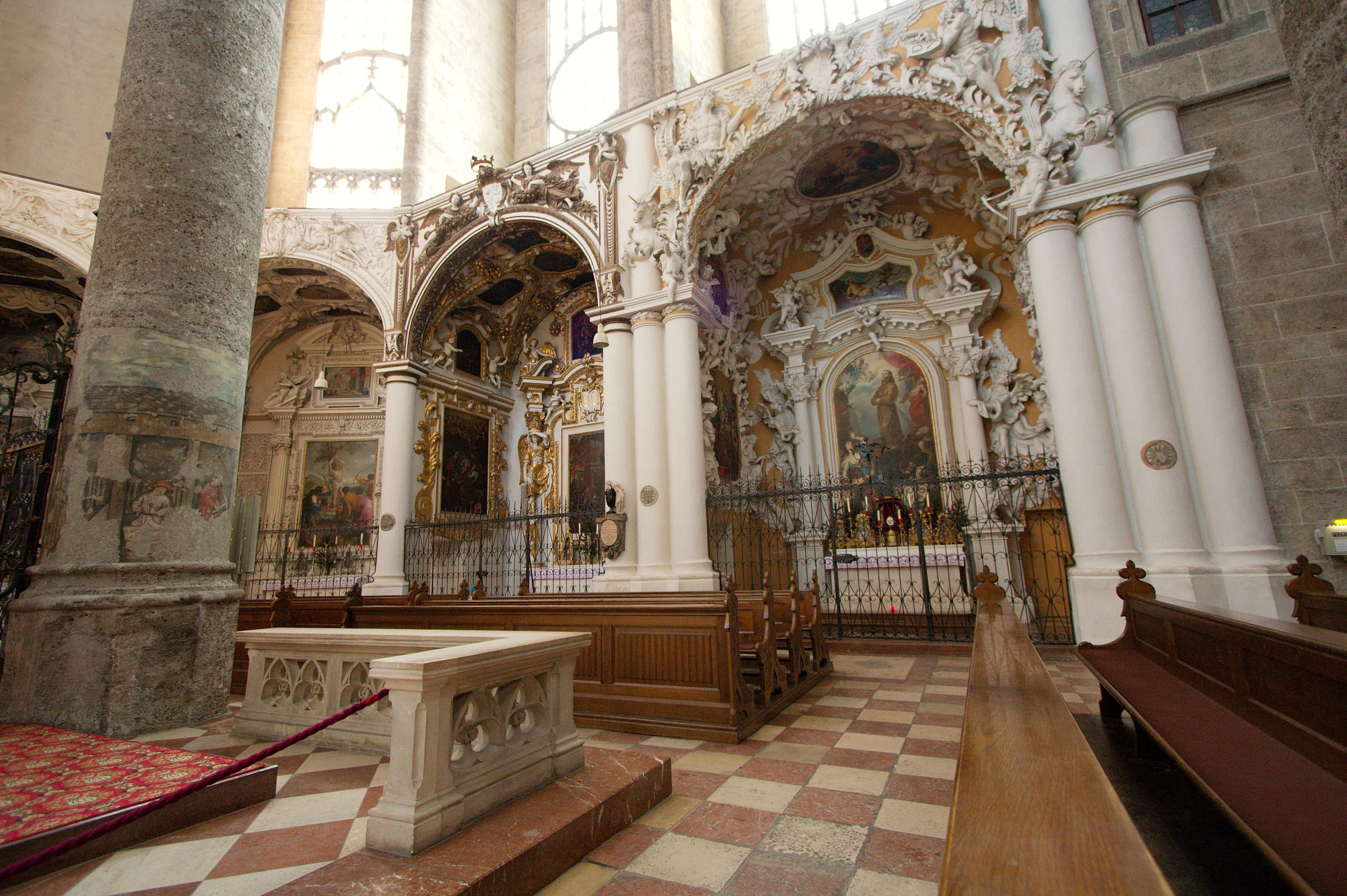
Chorkapellen

- Die Fatimakapelle befindet sich im Erdgeschoß des Residenz-Oratoriums. Der Altar der Kapelle wurde nach einem Entwurf von Otto Prossinger im Jahr 1957 angefertigt. Am Rand der Kirche befinden sich eine Reihe weiterer Chorkapellen, die teilweise mit alten marmornen Grabsteinen versehen sind:

- Die Karl-Borromäus-Kapelle wurde 1613 von Fürsterzbischof Markus Sittikus von Hohenems gestiftet. Das gemalte Altarblatt zeigt das Attentat auf Karl Borromäus.

- Die Geburt-Christi-Kapelle wurde von Wolf Dietrich von Raitenau gestiftet. Das Altarblatt (1600) stammt von Francesco Vanni.[2]

- Die Rochuskapelle wurde in Erfüllung eines Gelübdes zur Pestzeit von der Stadt gestiftet und entstand um 1625. Das Altarblatt zeigt den heiligen Rochus. Die Deckenbilder geben als Franziskus-Zyklus Szenen aus dem Leben des Heiligen wieder und stammen vermutlich von Theophil Pollak.

- Die Kreuzkapelle stammt aus dem Jahr 1670. Der Marmoraltar wird Hans Asslinger zugeschrieben und dürfte aus dem alten Dom hierher übertragen worden sein.

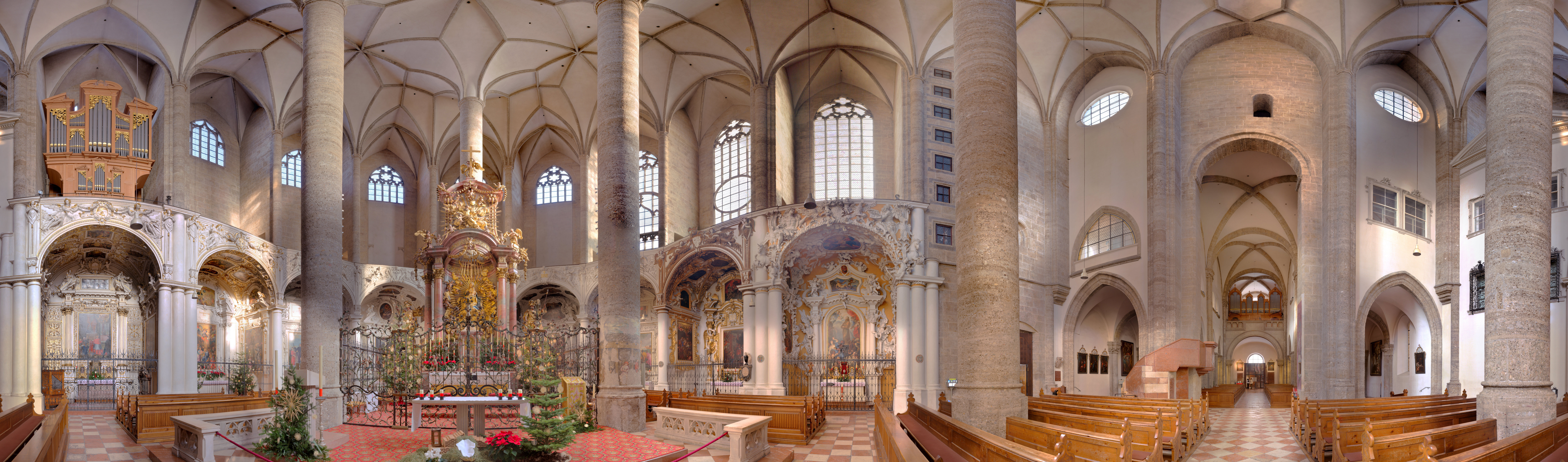
Rundblick im Chor mit den Kapellen

- Die Josefskapelle wurde 1704 errichtet und ebenfalls von der Stadt gestiftet und zeigt im Altarblatt ein Bildnis des heiligen Joseph als Fürbitter. Hier findet sich auch eine alte Ansicht der Stadt Salzburg.

- Die Sebastiankapelle (von der Stadt gestiftet) ist um 1625 erbaut und zeigt im Altarblatt die Marter des heiligen Sebastian.

- Die Annakapelle von 1679/71 stiftete Erzbischof Max Gandolf von Kuenburg und besitzt einen Stuckaltar. Das Bild des Todes der heiligen Anna in dieser Kapelle wurde von Christoph Lederwasch gemalt.

- Die Franziskuskapelle stiftete 1690 Fürsterzbischof Johann Ernst von Thun und besitzt Wandmalereien von Johann Michael Rottmayr. Auch das Altarblatt mit dem heiligen Franz als Helfer der Armen und Kranken stammt vom selben Künstler.

### Orgeln
Die Kirche verfügt über drei Orgeln: die Marien-Orgel, die Antonius-Orgel und die Heilig-Geist-Orgel.

#### Marien-Orgel

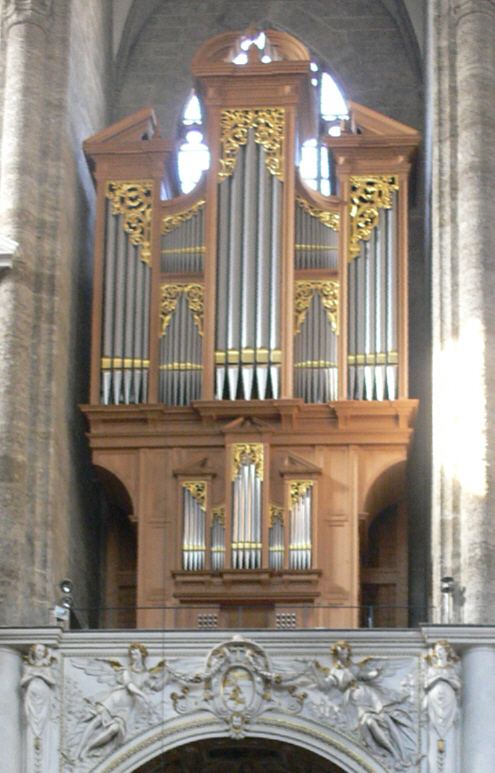
Prospekt der Marienorgel

Die Marien-Orgel wurde 1989 von der Orgelbaufirma Metzler (Dietikon, Schweiz) erbaut. Das Schleifladen-Instrument hat 49 Register auf drei Manualen und Pedal. Die Spiel- und Registertrakturen sind mechanisch.
| I Schwellwerk C–g3 |                      |     |
| 01.                | Bourdon              | 16′ |
| 02.                | Flöte                | 08′ |
| 03.                | Gambe                | 08′ |
| 04.                | Voix celeste         | 08′ |
| 05.                | Principal            | 04′ |
| 06.                | Octavin              | 02′ |
| 07.                | Mixtur V             | 02′ |
| 08.                | Carillon III (ab c0) | 04′ |
| 09.                | Trompete             | 08′ |
| 10.                | Clairon              | 04′ |
| 11.                | Basson-Hautbois      | 08′ |
| 12.                | Voix-Humaine         | 08′ |
|                    | Tremulant            |     |

| II Hauptwerk C–g3 |                |         |
| 13.               | Prästant       | 16′     |
| 14.               | Octave         | 08′     |
| 15.               | Hohlflöte      | 08′     |
| 16.               | Viola da Gamba | 08′     |
| 17.               | Octave         | 04′     |
| 18.               | Spitzflöte     | 04′     |
| 19.               | Quinte         | 02 ⁄3′  |
| 20.               | Doublette      | 02′     |
| 21.               | Terz           | 01 3⁄5′ |
| 22.               | Mixtur VI      | 01 ⁄3′  |
| 23.               | Cornett V      | 08′     |
| 24.               | Trompete       | 16′     |
| 25.               | Trompete       | 08′     |
| 26.               | Trompete       | 04′     |

| III Brustwerk C–g3 |              |        |
| 27.                | Prästant     | 8′     |
| 28.                | Gedackt      | 8′     |
| 29.                | Octave       | 4′     |
| 30.                | Rohrflöte    | 4′     |
| 31.                | Nazard       | 2 ⁄3′  |
| 32.                | Octave       | 2′     |
| 33.                | Flageolet    | 2′     |
| 34.                | Terz         | 1 3⁄5′ |
| 35.                | Larigot      | 1 ⁄3′  |
| 36.                | Scharff IV   | 1′     |
| 37.                | Krummhorn    | 8′     |
| 38.                | Vox humana 0 | 8′     |
|                    | Tremulant    |        |

| Pedal C–f1 |                  |         |
| 39.        | Principalbass    | 16′     |
| 40.        | Subbass          | 16′     |
| 41.        | Quinte           | 10 2⁄3′ |
| 42.        | Octavbass        | 08′     |
| 43.        | Bourdon          | 08′     |
| 44.        | Choralbass       | 04′     |
| 45.        | Rauschpfeife V 0 | 02 ⁄3′  |
| 46.        | Posaune          | 16′     |
| 47.        | Trompete         | 08′     |
| 48.        | Zinke            | 04′     |

- Koppeln: I/II, III/II, I/P, II/P
- Spielhilfen: Bombarden an/ab (Tritt), Posaune an/ab (Tritt); Zungen Schwellwerk an/ab (Tritt)

#### Heilig-Geist-Orgel

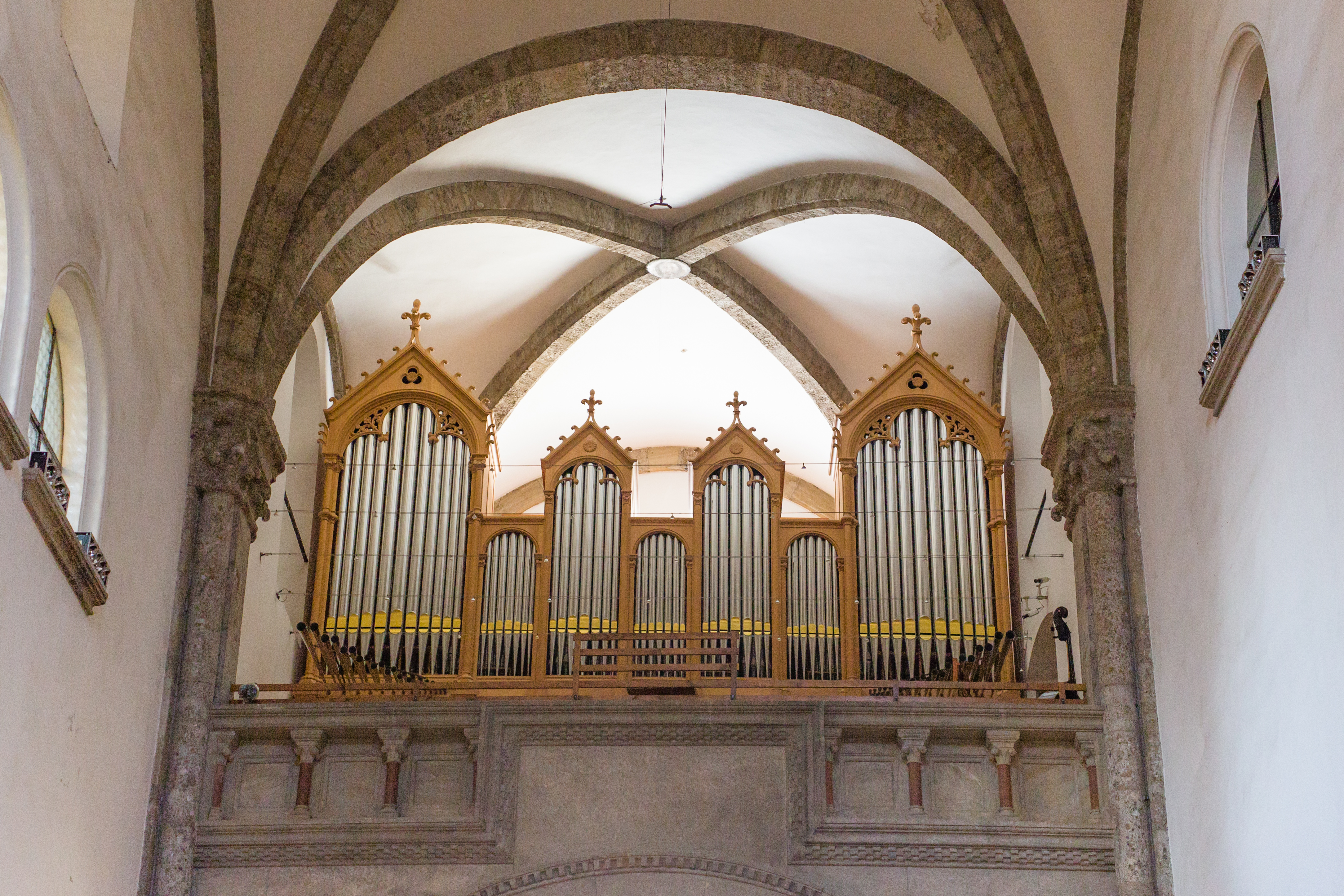
Heilig-Geist-Orgel auf der Empore

Die Heilig-Geist-Orgel wurde 2003 von der Orgelbaufirma Metzler (Dietikon, Schweiz) erbaut. Das Instrument ist im französisch-romantischen Stil disponiert und intoniert. Das Schleifladen-Instrument hat 50 Register auf drei Manualen und Pedal. Die Spieltrakturen sind mechanisch, die Registertrakturen sind mechanisch und elektrisch.
| I Hauptwerk C–g3 |                      |     |
| 01.              | Nachthorn            | 16′ |
| 02.              | Prinzipal            | 08′ |
| 03.              | Flute harmonique     | 08′ |
| 04.              | Viola barytona       | 08′ |
| 05.              | Bourdon a cheminée   | 08′ |
| 06.              | Octave               | 04′ |
| 07.              | Hohlflöte            | 04′ |
| 08.              | Superoctave          | 02′ |
| 09.              | Mixtur VI            |     |
| 10.              | Cornett V            |     |
| 11.              | Basson               | 16′ |
| 12.              | Trompette            | 08′ |
| 13.              | Clairon              | 04′ |
| 14.              | Trompette en chamade | 08′ |

| II Positiv C–g3 |               |        |
| 15.             | Principal     | 8′     |
| 16.             | Bourdon       | 8′     |
| 17.             | Salicional    | 8′     |
| 18.             | Unda maris    | 8′     |
| 19.             | Octave        | 4′     |
| 20.             | Holzflöte     | 4′     |
| 21.             | Nazard        | 2 ⁄3′  |
| 22.             | Waldflöte     | 2′     |
| 23.             | Tierce        | 1 3⁄5′ |
| 24.             | Plein Jeu V 0 |        |
| 25.             | Trompete      | 8′     |
| 26.             | Clarinette    | 8′     |
| 27.             | Schalmey      | 8′     |
|                 | Tremulant     |        |

| III Schwellwerk C–g3 |                    |     |
| 28.                  | Bourdon            | 16′ |
| 29.                  | Doppelflöte        | 08′ |
| 30.                  | Gambe              | 08′ |
| 31.                  | Voix celeste       | 08′ |
| 32.                  | Principal          | 04′ |
| 33.                  | Traversflöte       | 04′ |
| 34.                  | Viole d’amour      | 04′ |
| 35.                  | Progressio II-VI 0 |     |
| 36.                  | Cornet II-VI       | 16′ |
| 37.                  | Bombarde           | 16′ |
| 38.                  | Trompette          | 08′ |
| 39.                  | Oboe               | 08′ |
| 40.                  | Voix humaine       | 08′ |
| 41.                  | Clairon            | 04′ |
|                      | Tremulant          |     |

| Pedal C–f1 |                |     |
| 42.        | Bourdon        | 32′ |
| 43.        | Flute          | 16′ |
| 44.        | Subbass        | 16′ |
| 45.        | Flute          | 08′ |
| 46.        | Violoncello    | 08′ |
| 47.        | Flute          | 04′ |
| 48.        | Contrebasson 0 | 32′ |
| 49.        | Bombarde       | 16′ |
| 50.        | Trombone       | 08′ |

#### Antonius-Orgel
Die Antonius-Orgel wurde 2004 von dem Orgelbaumeister Roland Hitsch erbaut. Das rein mechanische Instrument hat acht Register auf einem Manualwerk (Gedeckt 8′, Gamba 8′, Prinzipal 4′, Traversflöte 4′, Doublette 2′, Cornett II, Mixtur III) und Pedal (Subbass 16′).

### Turm und Geläut
Der heutige Turm der Franziskanerkirche wurde 1496/98 nach Plänen eines Nürnberger Baumeisters ausgeführt und ist so im Stil der Gotik erbaut. 1670 erfolgte die Entfernung des gotischen Turmspitzes. Erzbischof Max Gandolf von Kuenburg hatte es als ungebührlich erachtet, dass der Turm der Franziskanerkirche höher war als die Türme des Domes. Dieser barocke Turmhelm wurde 1866/67 von Josef Wessicken wieder regotisiert.

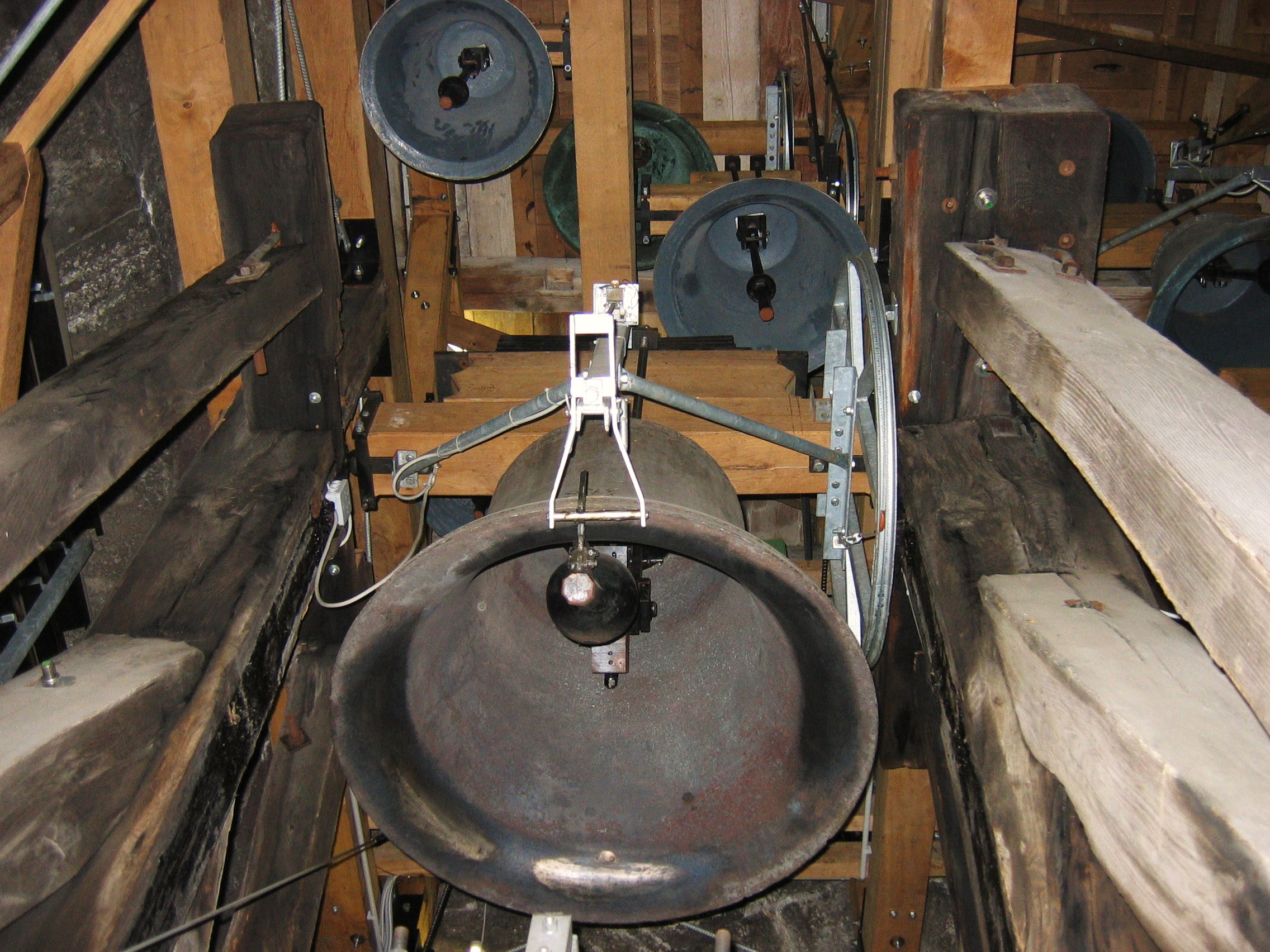
Glockenstuhl mit den Glocken 8, 10, 6 und 3 (l.) bzw. 7 und 4 (r.)

Zu den drei historischen Kirchenglocken goss in den Jahren 1999 und 2001 die Glockengießerei Grassmayr aus Innsbruck sieben Glocken hinzu. Das zehnstimmige Geläut hängt in einem mehrstöckigen Holzglockenstuhl an Holzjochen. Die fünf großen Glocken besitzen einen Klöppelfänger. Die große Marienglocke gilt als Meisterwerk der gotischen Glockengießkunst und läutet jeden Freitag um 15 Uhr zum Gedächtnis an die Sterbestunde Jesu. Die kleine Armeseelenglocke erklingt täglich nach dem Abendläuten und ist im Vollgeläut nicht zu hören. Die beiden Glocken von 1468 wurden geschweißt.
| Nr. | Name           | Gussjahr | Gießer               | Durchmesser (mm) | Masse (kg) | Schlagton (GT-16tel) |
| 1   | Maria          | 1468     | Jörg Glopptischer    | 1.480            | 2.650      | e1 +3                |
| 2   | Josef          | 1999     | Grassmayr, Innsbruck | 1.160            | 1.012      | fis1 +2              |
| 3   | Assumpta       | 1468     | Jörg Glopptischer    | 1.010            | 680        | gis1 +2              |
| 4   | Antonius       | 1999     | Grassmayr, Innsbruck | 810              | 309        | h1 +2                |
| 5   | Klara          | 1999     | Grassmayr, Innsbruck | 750              | 248        | cis2 +2              |
| 6   | Dreifaltigkeit | 2001     | Grassmayr, Innsbruck | 640              | 151        | dis2 +2              |
| 7   | Franziskus     | 1999     | Grassmayr, Innsbruck | 605              | 131        | e2 +2                |
| 8   | Herz Jesu      | 2001     | Grassmayr, Innsbruck | 550              | 106        | fis2 +2              |
| 9   | Weihnacht      | 2001     | Grassmayr, Innsbruck | 480              | 64         | gis2 +2              |
| 10  | Armeseelen     | 1684     | Johann Nusspicker    | 650              | ≈180       | e2 +2                |

## Nachweise
- Lieselotte von Eltz-Hoffmann: Die Kirchen Salzburgs. Verlag Anton Pustet, Salzburg 1993, ISBN 3-7025-0308-0, S. o.A.
- Bernd Euler, Ronald Gobiet, Horst Huber: Dehio Salzburg – Stadt und Land. Verlag Anton Schroll & Co, Wien 1986, ISBN 3-7031-0599-2, S. o.A.
- Monikas Oberhammer: Pustets Klosterführer. Verlag Anton Pustet, Salzburg 1998, ISBN 3-7025-0374-9, S. o.A.

1. ↑  Thomas Weidenholzer; Stadtarchiv und Statistik Salzburg, Gerhard Ammerer (Hrsg.): Rathaus – Kirche – Wirt: öffentliche Räume in der Stadt Salzburg. Ausgabe 26 von Schriftenreihe des Archivs der Stadt Salzburg, Archiv Salzburg, Verlag Stadtgemeinde Salzburg, 2009
ISBN 978-390021311-4, S. 104 (eingeschränkte Vorschau in der Google-Buchsuche)
2. ↑  Beatrix Holzer: Zwei Altarbilder von Francesco Vanni (1563–1610) in Salzburg und in Höglwörth. Überlegungen zu ihrem historischen Hintergrund. In: Oberbayerisches Archiv. Band 132, 2008, S. 207–224.
3. ↑  Nähere Informationen zu den Orgeln
4. ↑  Informationen zur Marien-Orgel auf de Website der Erbauerfirma
5. ↑  Jörg Wernisch: Glockenkunde von Österreich. Journal-Verlag, Lienz 2006, ISBN 3-902128-10-0, S. 789–791.
6. ↑  Petrus Martyr Haberleitner. In: Salzburger Nachrichten: Salzburgwiki.

Koordinaten: 47° 47′ 53,4″ N, 13° 2′ 38,7″ O